# Conte di Dunraven
Conte di Dunraven e Mount-Earl (solitamente indicato in forma breve come Conte di Dunraven) è stato un titolo nobiliare inglese nella Parìa d'Irlanda.

## Storia

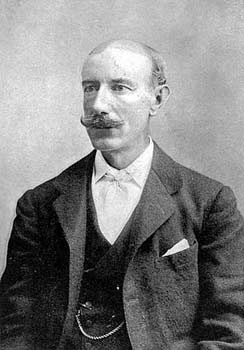
Windham Wyndham-Quin,
IV conte di Dunraven e Mount-Earl

Il titolo venne creato nella Parìa d'Irlanda. Esso venne creato il 5 febbraio 1822 per Valentine Quin, I visconte Mount-Earl. Quin era già stato creato Baronetto, di Adare nella Contea di Limerick, nel Baronettaggio d'Irland nel 1781, Barone Adare, di Adare nella Contea di Limerick, nel 1800 e Visconte Mount-Earl nel 1816. Venne creato Visconte Adare nel 1822 e nel contempo ottenne la contea. Tutti questi titoli vennero riconosciuti nella paria irlandese.
Suo figlio, il II conte, rappresentò la Contea di Limerick alla camera dei comuni britannica dal 1806 al 1820 e sedette alla camera dei lords come rappresentante irlandese dal 1839 sino alla propria morte nel 1850. Nel 1815 il secondo conte assunse per licenza reale il nome da nubile di sua moglie, Wyndham, oltre al proprio. Suo figlio primogenito, il III conte, fu un politico conservatore per la costituente di Glamorganshire dal 1836 al 1850 e fu Lord Luogotenente di Limerick dal 1864 al 1871. Nel 1866, Dunraven ottenne anche il titolo di Barone Kenry, di Kenry nella Contea di Limerick, nella Parìa del Regno Unito, ottenendo così la possibilità di sedere di diritto alla camera dei lords per sé e per i propri discendenti.
Venne succeduto da suo figlio, il IV conte, che servì nel governo conservatore di Lord Salisbury come Sottosegretario di Stato per le Colonie dal 1885 al 1886. Membro del partito unionista, fu Lord Luogotenente di Limerick dal 1894 al 1926. Quando il Capo Segretario per l'Irlanda, George Wyndham, chiese una Land Conference nel 1902, Lord Dunraven venne chiamato a rappresentare i proprietari terrieri assieme al parlamentare William O'Brien, giocando un ruolo decisivo nel raggiungere un accordo noto come Land Purchase Act (1903) che permise ai lavoratori di acquistare liberamente terra dai loro padroni sotto favorevoli provvisioni finanziarie. Fu senatore del senato irlandese dal 1922 al 1926 e non ebbe eredi maschi e pertanto alla sua morte la baronia di Kenry si estinse. Il IV conte pubblicò le sue memorie nel 1922 sotto il titolo di 'Past Times and Pastimes'. Venne succeduto negli altri titoli dal cugino, il V conte. Questi già in precedenza aveva rappresentato la costituente di South Glamorganshire al parlamento nelle file dei conservatori dal 1895 al 1906. I titoli si estinsero quando il VII conte morì il 25 marzo 2011.
La sede di famiglia sino alla morte dell'ultimo conte era Kilgobbin House, presso Adare, in Irlanda.

## Conti di Dunraven e Mount-Earl (1822)
- Valentine Richard Quin, I conte di Dunraven e Mount-Earl (1752–1824)
- Windham Henry Quin, II conte di Dunraven e Mount-Earl (1782–1850)
- Edwin Richard Wyndham-Quin, III conte di Dunraven e Mount-Earl (1812–1871)
- Windham Thomas Wyndham-Quin, IV conte di Dunraven e Mount-Earl (1841–1926)
- Windham Henry Wyndham-Quin, V conte di Dunraven e Mount-Earl (1857–1952)
- Richard Southwell Windham Robert Wyndham-Quin, VI conte di Dunraven e Mount-Earl (1887–1965)
- Thady Windham Thomas Wyndham-Quin, VII conte di Dunraven e Mount-Earl (1939–2011)